# Mauser-Werke Oberndorf Waffensysteme GmbH
Mauser-Werke Oberndorf Waffensysteme GmbH – niemiecki producent broni oraz całej linii karabinów powtarzalnych produkowanych przez tę fabrykę dla armii niemieckiej. Karabin Mausera był bardzo popularną konstrukcją eksportowaną do wielu krajów. Rozwiązania karabinu Mausera należą do najbardziej udanych na świecie. W Polsce znane są też pod potoczną nazwą „mauzer”.

## Historia
Początek firmy Mauser datuje się na 31 lipca 1811, kiedy Fryderyk I Wirtemberski założył królewską fabrykę broni w Oberndorfie, małym mieście w Schwarzwaldzie, zatrudniając 133 pracowników.

### Model 1871
W 1867 Wilhelm i Paul Mauser opracowali karabin z ulepszonym zamkiem czterotaktowym. Wojna francusko-pruska (1870-1871) pokazała niedostatki standardowego karabinu armii pruskiej Dreyse M1849 w porównaniu z francuskim Chassepot Mle1866. W 1871 do uzbrojenia armii pruskiej został przyjęty jednostrzałowy karabin Mauser M1871. Nowy karabin został oznaczony jako Gewehr 71 (karabin model 1871), Gew 71 lub krócej G71. Produkcję strzelającego nabojem 11 × 60 mm karabinu piechoty o długości lufy 850 mm i krótszych wersji, myśliwskiej z 700 mm lufą i kawaleryjskiej z 500 mm lufą rozpoczęto w fabryce w Oberndorf. Z czasem Mauser M1871 zastąpił karabiny Dreysego w armii pruskiej, a później także karabiny Werder M1849 w armii bawarskiej.
W 1884 roku zespół konstruktorów Królewskiej Fabryki Karabinów w Spandau wyposażył karabin M1871 w stały, rurowy magazynek. Po próbach nowy karabin został przyjęty do uzbrojenia jako Infanterie-Gewehr Mod. 71/84 (I.G. Mod. 71/84).
W następnych latach M1871/84 zastąpił jednostrzałowe karabiny M1871. Wiele karabinów z lufami o kalibrach od 9,5 do 11,5 mm zostało wyeksportowanie do różnych krajów. Serbia zamówiła ulepszoną wersję karabinu Model 71 o kalibrze 10,15 mm nazwaną Mauser-Milovanovicz M1878/80.
W 1886 pojawił się francuski karabin Lebel Mle 1886, strzelający amunicją na właśnie wprowadzony do produkcji proch bezdymny, pozwalający na strzelanie mniejszymi pociskami i z większą dokładnością na odległość do 1 km. W następnym roku Vetterli-Vitali wprowadził do swoich karabinów magazynek, w bardzo znaczący sposób skracający czas potrzebny na przeładowanie broni i zwiększający jej niezawodność. Także armia niemiecka wprowadziła obie te nowinki w karabinie Kommissiongewehr, przystosowanym do strzelania amunicją 7.92 × 57I. Nabój ten miał okrągło zakończony pocisk, który później, w odpowiedzi na rozwiązanie francuskie, zastąpiono ostrołukowym nabojem spitzer. Ostrołukowa amunicja mogła być używana tylko z późniejszymi wersjami karabinu Mannlicher lub w specjalnie przerobionych egzemplarzach.

### Model 92
Paul Mauser rozpoczął pracę nad nowym karabinem zasilanym z magazynka pudełkowego, jednak ze względu na kłopoty projektowe zastosował inny, w postaci rury ze sprężyną umieszczoną pod lufą. W 1892 opracował nowy wyciąg w postaci pazura usuwającego z komory nabojowej puste łuski po oddaniu strzału. Wyciąg nie obracał się razem z zamkiem, co pozwalało uniknąć „podwójnego załadowania” broni, co mogło spowodować jej zacięcie. Czterysta sztuk karabinu w tej wersji (Model 92), ale z krótszą lufą, zakupiła marynarka
hiszpańska. Karabin ten strzelał amunicją kalibru 7,65 mm na proch bezdymny.

### Model 93
Kolejną główną innowacją był Model 93 z wkładanym od spodu broni magazynkiem mieszczącym 5 nabojów 7 × 57 mm ułożonych dwurzędowo. Magazynek można było bardzo szybko załadować przez wprowadzenie przy otwartym zamku łódki z nabojami. Nowy nabój 7 × 57 mm wszedł na uzbrojenie armii hiszpańskiej, a także kilku krajów Ameryki Łacińskiej. Karabin Model 93 był szeroko stosowany przez armię hiszpańską, a jego wartość potwierdziła bitwa o górę San Juan na Kubie, kiedy to 750 żołnierzy hiszpańskich przez 20 godzin skutecznie odpierało ataki 15 000 piechurów armii amerykańskiej uzbrojonych w karabiny Krag-Jørgensen. Doświadczenia wyniesione z tej bitwy doprowadziły do powstania amerykańskiej wersji Mausera, karabinu Springfield M1903.

### Model 94
Rezultat bitwy na Kubie zaowocował bardzo wieloma zamówieniami na karabiny Mausera. Turcja zakupiła Model 93, Brazylia i Szwecja Model 94. Model 95 bardzo podobny do Transwal sprzedano do Meksyku, Urugwaju, republik Transwal i Orania w Południowej Afryce, Chin i Iranu. W Afryce Południowej karabiny Mausera zostały użyte przeciw Brytyjczykom w wojnach burskich, rażąc przeciwnika z większej odległości niż karabiny brytyjskie. Odpowiedzią Brytyjczyków na karabin Mausera był karabin Lee-Enfield, który pozostał na wyposażeniu tej armii aż do 1950.

### C96

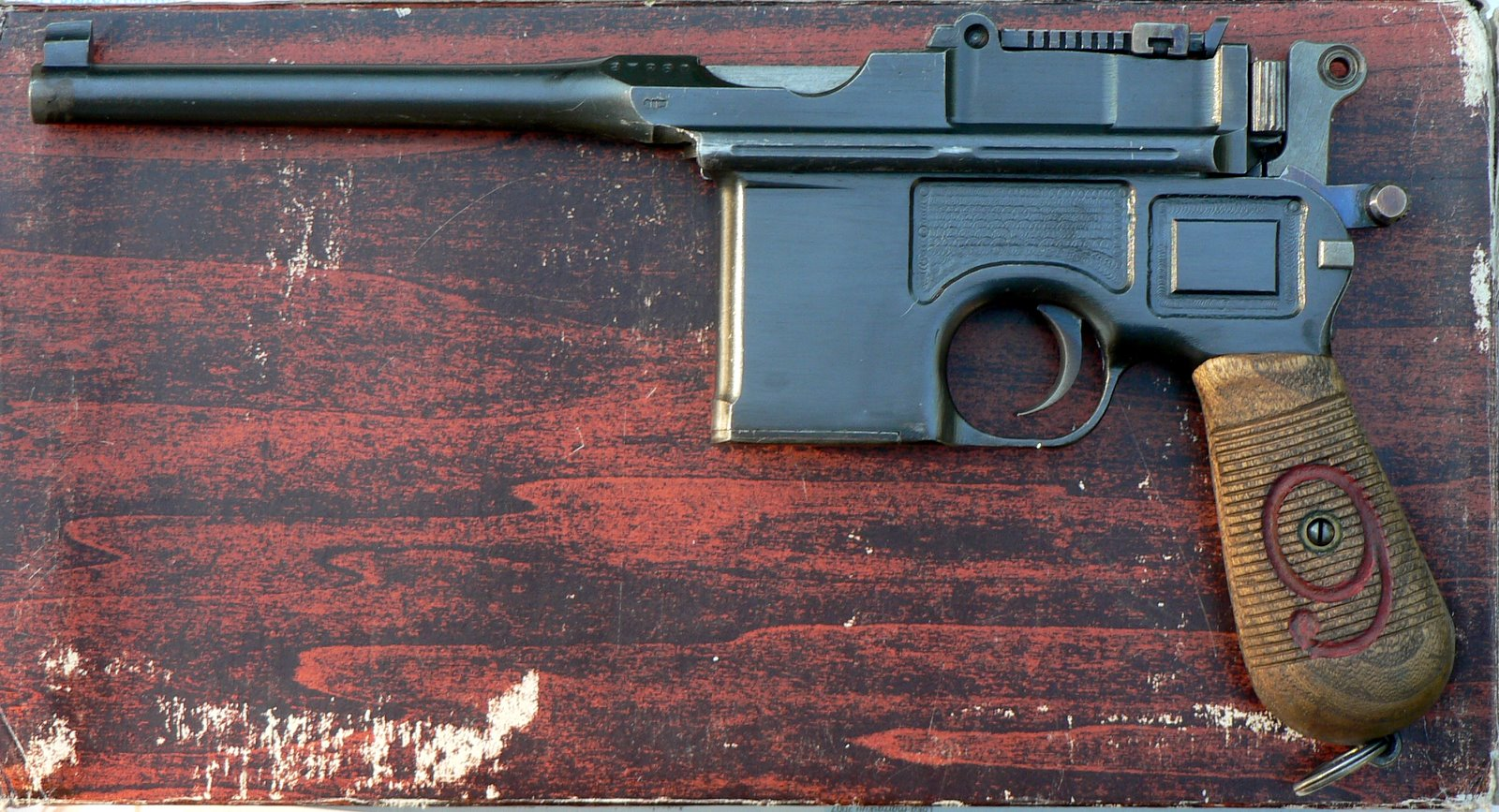
Pistolet Mauser Model C96

W 1896 w fabryce Mausera opracowano także pistolet. Skonstruowali go pracownicy fabryki Mausera bracia: Fidel, Friedrich, oraz Josef Feederle. Swój pistolet skonstruowali oni bez wiedzy pracodawcy. Paul Mauser dowiedział się o nowej konstrukcji dopiero w momencie prób prototypu. Pistolet oznaczony jako Mauser C96 był jednym z pierwszych udanych typów pistoletów samopowtarzalnych. W latach 1896–1936 wyprodukowano ponad milion pistoletów tego typu. W 1897 bracia Mauser przejęli całkowitą kontrolę nad fabryką, zakładając Waffenfabrik Mauser AG.

### Model 98

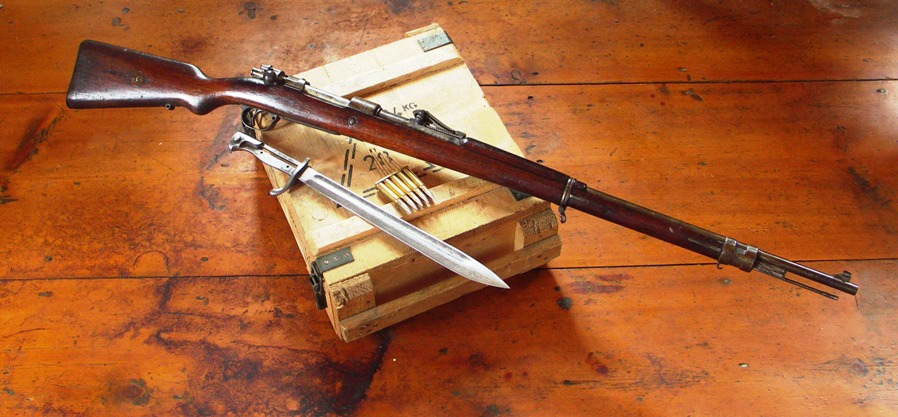
Mauser Model 98

W 1898 armia niemiecka wprowadziła na uzbrojenie najnowszy typ karabinu Mausera, Model 98, łączący wszystkie zalety poprzednich konstrukcji, oznaczając go jako Gew. 98 (od niem. Gewehr 98). Karabin ten był przystosowany do strzelania mocniejszą amunicją 7,92 × 57 oraz posiadał trzeci rygiel „bezpieczeństwa” w zamku, chroniący strzelca przed obrażeniami, gdyby jeden z pozostałych dwóch rygli uległ uszkodzeniu. Ponadto w trzonie zamka zastosowano 2 otwory do odprowadzania nadmiaru gazów z komory w przypadku rozerwania łuski. Jednocześnie z karabinem wprowadzono do uzbrojenia karabinek Kar. 98 przeznaczony dla kawalerii.
W 1905 wprowadzono nowy typ pocisków „spitzer”, ostrołukowych, o lepszych charakterystykach balistycznych niż poprzednie tępołukowe. Nowa amunicja, oznaczona jako 7.92 × 57IS, miała lepszą skuteczność i większy zasięg, dzięki zredukowaniu oporów aerodynamicznych spiczastego pocisku.
W 1908 roku powstał karabinek Kar. 98a (inaczej oznaczony jako Kar. 98 AZ). Początkowo przeznaczony dla obsług broni ciężkiej i zespołowej, w 1930 roku stał się podstawą do opracowania krótkiego karabinu (Karabiner Kurz), przyjętego na uzbrojenie Wehrmachtu w 1935 pod oznaczeniem Kar98k.

### Kar98k
Karabin Kar98k Mauser był najpopularniejszą bronią piechoty niemieckiej podczas II wojny światowej. Konstrukcja ta bazowała na wcześniejszym modelu Karabiner 98b. Przyjęty przez Wehrmacht w 1935 roku jako standardowe uzbrojenie, włączając poprzednie modele, które przerobiono i skrócono, tak aby odpowiadały nowemu standardowi. Symbol Kar98k oznaczał Karabiner 1898 kurz. Zasięg skuteczny karabinu wynosił około 700 metrów, a z celownikiem optycznym dochodził do 1 km.
Kar98k posiada wewnętrzny magazynek na 5 nabojów ładowanych z łódki po odciągnięciu zamka w położenie tylne. W celu szybszego przeładowania naboje ładuje się z łódki, wpychając je przy pomocy kciuka pionowo w dół do magazynka. Pusta łódka jest usuwana i możliwe jest powtórne jej użycie. Produkowano także specjalny magazynek o pojemności 20 sztuk, dostosowany do warunków walki w okopach. Przyłączenie tego magazynka odbywało się po usunięciu dna magazynka wbudowanego w karabin. Ładowanie broni z dłuższym magazynkiem także odbywało się przy pomocy 5-nabojowych łódek. Ogólnie różni producenci wyprodukowali ponad 14 milionów wszystkich wersji karabinów Mauser. W latach 1950–1965 produkowano w Jugosławii nieznacznie zmodyfikowaną kopię karabinu Kar98k oznaczoną jako Model 1948, różniącą się od oryginału krótszym ruchem zamka przy przeładowaniu.

## Rynek cywilny

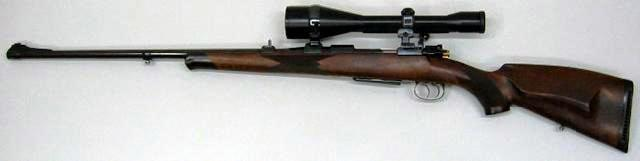
Współczesny karabin sportowy Mauser Model 98 z celownikiem optycznym

Karabiny Mausera zostały przystosowane także do roli broni myśliwskiej. W Afryce do polowania podczas safari stosowano karabiny rozwiercone na większy kaliber, aż do.50 cala (12,7 mm). Adaptowano je także do strzelania popularną amunicją brytyjską, często skracając także lufę. Obecnie bardzo wiele egzemplarzy broni myśliwskiej bazującej na karabinie Mausera, ale rozwierconej do różnych kalibrów amunicji, jest używanych przez myśliwych na całym świecie.

### Inni producenci karabinów Mausera
- Rigby opracował co najmniej 4 typy amunicji myśliwskiej używanej w przerobionych do polowań na słonie i inną grubą zwierzynę karabinach Mausera własnej produkcji.
- Česka Zbrojovka produkowała wiele karabinów Mauser 98 w różnych wariantach, w tym najbardziej interesujący CZ 550 do polowań na safari, strzelający amunicją Magnum o kalibrach od.375 HHMag do.458 Lott.
- Sigarms aktualnie produkuje karabin myśliwski Mauser M98 o dużych kalibrach od.416 Rigby,.450 Dakota,.458 Lott do.500 Jeffry do polowań na safari.
- Zastava produkowała różne typy karabinów Mauser 98, w tym najbardziej znane LK M70 i M85 o wielu popularnych kalibrach od.22-250 do.458 Winchester Magnum.
- FB Warszawa produkowała od 1922 roku polską wersję Mausera karabin wz. 98a.
- FB Radom produkowała karabinek wz. 29 wersję rozwojową karabin wz. 98a.

## Mauser po 1940 roku
W 1940 firma Mauser została zaproszona do konkursu na samopowtarzalny karabin dla armii niemieckiej Gewehr 41. Do konkursu przedstawiono dwa rozwiązania, Mausera, oznaczone jako G 41(M) i Walthera oznaczone symbolem G 41(W). Oba karabiny wykorzystywały do przeładowania energię gazów prochowych, a różniły się tylko sposobem ryglowania. Rozwiązanie Mausera jako zawodne zostało zarzucone po wyprodukowaniu krótkiej partii karabinów. Model Walthera okazał się niewiele lepszy, ale pozostał w produkcji po uproszczeniu mechanizmu przeładowywania.
Po upadku Niemiec fabryka w Oberndorf znalazła się we francuskiej strefie okupacyjnej i została całkowicie rozgrabiona przez wojska okupacyjne, a cała dokumentacja fabryki została zniszczona na rozkaz lokalnego dowódcy wojsk amerykańskich. Byli inżynierowie fabryki, Edmund Heckler, Theodor Koch i Alex Seidel, uratowali co się dało i na tej podstawie założyli przedsiębiorstwo Heckler & Koch, które przejęło rolę głównego producenta broni strzeleckiej na rynku niemieckim. Przedsiębiorstwo Mauser jest dziś częścią koncernu zbrojeniowego Rheinmetall i produkuje działka automatyczne, takie jak używane w myśliwcu Eurofighter Typhoon działko rewolwerowe Mauser BK-27.